# Sebastjan Cimirotič
Sebastjan Cimirotič (Lubiana, 14 settembre 1974) è un ex calciatore sloveno, di ruolo attaccante.

## Carriera

### Club
Ha iniziato la sua carriera in Slovenia con le maglie di Slovan e Olimpia Lubiana, prima di trasferirsi in Croazia con il Rijeka. Dal 1998 al 2000 giocò nel campionato israeliano con l'Hapoel Tel Aviv e in seguito visse un'esperienza italiana in Serie A, con il Lecce, decisamente sfortunata poiché condizionata da continui infortuni che hanno influito molto sul suo rendimento, tanto che in campionato ha totalizzato 25 partite segnando 3 goal. Nel 2004 tornò in patria nelle file del NK Publikum Celje, prima di trascorrere due altre stagioni nell'Olimpia Lubiana. Acquistato dai sudcoreani dell'Incheon United, dopo solo 3 presenze in K-League fu ceduto in prestito dapprima all'Hajduk Spalato e poi all'Domžale.
Nella stagione 2007-2008 torna all'Olimpia Lubiana, che in seguito al fallimento ha cambiato nome in "NK Bežigrad". Dal 2007 al 2011 segna in campionato 34 gol in 65 presenze prima di passare nell'altra squadra cittadina, il Nogometno Društvo FC Ljubljana nella terza serie nazionale. Nel 2012, a 38 anni, continua la sua carriera in Austria (Unterliga West) con la maglia del FC Nassfeld Hermagor.
Il primo gennaio 2015 si ritira dal calcio giocato.

### Nazionale
Ha giocato nella nazionale slovena con cui ha debuttato il 25 marzo 1998 in occasione dell'amichevole persa per 2-0 contro la Polonia a Varsavia giocando i primi 45 minuti della sfida prima di venire sostituito da Mladen Rudonja. Ha successivamente partecipato al campionato del mondo 2002, segnando un gol in Slovenia-Spagna 1-3. Si tratta del primo goal della Slovenia in una partita della fase finale dei Mondiali. Tra l'altro, durante la sfida, è stato ammonito per simulazione, e per questo ha dovuto pagare 1300 dollari di multa. Ha giocato tutte e 3 le sfide della selezione slovena durante il mondiale nippo-coreano, che è stato negativo per la squadra eliminata al primo turno con 0 punti.
Essendo da tempo fuori del giro della nazionale (la sua ultima partita con la selezione slava risale al 12 ottobre 2005 in occasione della sconfitta in casa per 3-0 contro la Scozia, gara di qualificazione ai Mondiali 2006 a cui gli sloveni non si sono qualificati) ha saltato il Mondiale sudafricano del 2010.
In carriera conta anche 12 presenze e 5 gol con la nazionale slovena Under-21, disputate tra il 1993 e il 1995.

## Statistiche

### Cronologia presenze e reti in nazionale
| Cronologia completa delle presenze e delle reti in nazionale ― Slovenia | Cronologia completa delle presenze e delle reti in nazionale ― Slovenia | Cronologia completa delle presenze e delle reti in nazionale ― Slovenia | Cronologia completa delle presenze e delle reti in nazionale ― Slovenia | Cronologia completa delle presenze e delle reti in nazionale ― Slovenia | Cronologia completa delle presenze e delle reti in nazionale ― Slovenia | Cronologia completa delle presenze e delle reti in nazionale ― Slovenia | Cronologia completa delle presenze e delle reti in nazionale ― Slovenia |
| Data                                                                    | Città                                                                   | In casa                                                                 | Risultato                                                               | Ospiti                                                                  | Competizione                                                            | Reti                                                                    | Note                                                                    |
| ----------------------------------------------------------------------- | ----------------------------------------------------------------------- | ----------------------------------------------------------------------- | ----------------------------------------------------------------------- | ----------------------------------------------------------------------- | ----------------------------------------------------------------------- | ----------------------------------------------------------------------- | ----------------------------------------------------------------------- |
| 25-3-1998                                                               | Varsavia                                                                | Polonia                                                                 | 2 – 0                                                                   | Slovenia                                                                | Amichevole                                                              | -                                                                       | 46’                                                                     |
| 28-4-1999                                                               | Lubiana                                                                 | Slovenia                                                                | 1 – 1                                                                   | Finlandia                                                               | Amichevole                                                              | -                                                                       | 46’                                                                     |
| 28-2-2001                                                               | Capodistria                                                             | Slovenia                                                                | 0 – 2                                                                   | Uruguay                                                                 | Amichevole                                                              | -                                                                       | 46’                                                                     |
| 24-3-2001                                                               | Mosca                                                                   | Russia                                                                  | 1 – 1                                                                   | Slovenia                                                                | Qual. Mondiali 2002                                                     | -                                                                       | 65’                                                                     |
| 28-3-2001                                                               | Lubiana                                                                 | Slovenia                                                                | 1 – 1                                                                   | Jugoslavia                                                              | Qual. Mondiali 2002                                                     | -                                                                       | 46’                                                                     |
| 25-4-2001                                                               | Copenaghen                                                              | Danimarca                                                               | 3 – 0                                                                   | Slovenia                                                                | Amichevole                                                              | -                                                                       | 46’                                                                     |
| 2-6-2001                                                                | Lubiana                                                                 | Slovenia                                                                | 2 – 0                                                                   | Lussemburgo                                                             | Qual. Mondiali 2002                                                     | -                                                                       | 81’                                                                     |
| 6-6-2001                                                                | Berna                                                                   | Svizzera                                                                | 0 – 1                                                                   | Slovenia                                                                | Qual. Mondiali 2002                                                     | 1                                                                       | 31’ 85’                                                                 |
| 15-8-2001                                                               | Lubiana                                                                 | Slovenia                                                                | 2 – 2                                                                   | Romania                                                                 | Amichevole                                                              | -                                                                       | 46’                                                                     |
| 1-9-2001                                                                | Lubiana                                                                 | Slovenia                                                                | 2 – 1                                                                   | Russia                                                                  | Qual. Mondiali 2002                                                     | -                                                                       | 46’                                                                     |
| 5-9-2001                                                                | Belgrado                                                                | Jugoslavia                                                              | 1 – 1                                                                   | Slovenia                                                                | Qual. Mondiali 2002                                                     | -                                                                       | 37’                                                                     |
| 17-5-2002                                                               | Lubiana                                                                 | Slovenia                                                                | 2 – 0                                                                   | Ghana                                                                   | Amichevole                                                              | -                                                                       | 46’                                                                     |
| 2-6-2002                                                                | Gwangju                                                                 | Spagna                                                                  | 3 – 1                                                                   | Slovenia                                                                | Mondiali 2002 - 1º turno                                                | 1                                                                       | 57’ 65’                                                                 |
| 8-6-2002                                                                | Taegu                                                                   | Slovenia                                                                | 0 – 1                                                                   | Sudafrica                                                               | Mondiali 2002 - 1º turno                                                | -                                                                       | 41’                                                                     |
| 12-6-2002                                                               | Seogwipo                                                                | Slovenia                                                                | 1 – 3                                                                   | Paraguay                                                                | Mondiali 2002 - 1º turno                                                | -                                                                       |                                                                         |
| 21-8-2002                                                               | Trieste                                                                 | Italia                                                                  | 0 – 1                                                                   | Slovenia                                                                | Amichevole                                                              | 1                                                                       | 46’                                                                     |
| 7-9-2002                                                                | Lubiana                                                                 | Slovenia                                                                | 3 – 0                                                                   | Malta                                                                   | Qual. Euro 2004                                                         | 1                                                                       |                                                                         |
| 12-10-2002                                                              | Saint-Denis                                                             | Francia                                                                 | 5 – 0                                                                   | Slovenia                                                                | Qual. Euro 2004                                                         | -                                                                       | 46’                                                                     |
| 12-2-2003                                                               | Nova Gorica                                                             | Slovenia                                                                | 1 – 5                                                                   | Svizzera                                                                | Amichevole                                                              | -                                                                       | 70’                                                                     |
| 20-8-2003                                                               | Murska Sobota                                                           | Slovenia                                                                | 2 – 1                                                                   | Ungheria                                                                | Amichevole                                                              | 1                                                                       | 46’                                                                     |
| 6-9-2003                                                                | Lubiana                                                                 | Slovenia                                                                | 3 – 1                                                                   | Israele                                                                 | Qual. Euro 2004                                                         | -                                                                       | 64’                                                                     |
| 10-9-2003                                                               | Lubiana                                                                 | Slovenia                                                                | 0 – 2                                                                   | Francia                                                                 | Qual. Euro 2004                                                         | -                                                                       | 65’                                                                     |
| 28-4-2004                                                               | Lancy                                                                   | Svizzera                                                                | 2 – 1                                                                   | Slovenia                                                                | Amichevole                                                              | -                                                                       | 46’                                                                     |
| 17-11-2004                                                              | Trnava                                                                  | Slovacchia                                                              | 0 – 0                                                                   | Slovenia                                                                | Amichevole                                                              | -                                                                       | 88’                                                                     |
| 9-2-2005                                                                | Celje                                                                   | Slovenia                                                                | 0 – 3                                                                   | Rep. Ceca                                                               | Amichevole                                                              | -                                                                       |                                                                         |
| 26-3-2005                                                               | Celje                                                                   | Slovenia                                                                | 0 – 1                                                                   | Germania                                                                | Amichevole                                                              | -                                                                       | 46’                                                                     |
| 30-3-2005                                                               | Celje                                                                   | Slovenia                                                                | 1 – 1                                                                   | Bielorussia                                                             | Qual. Mondiali 2006                                                     | -                                                                       | 27’                                                                     |
| 4-6-2005                                                                | Minsk                                                                   | Bielorussia                                                             | 1 – 1                                                                   | Slovenia                                                                | Qual. Mondiali 2006                                                     | -                                                                       | 57’                                                                     |
| 17-8-2005                                                               | Swansea                                                                 | Galles                                                                  | 0 – 0                                                                   | Slovenia                                                                | Amichevole                                                              | -                                                                       | 46’                                                                     |
| 3-9-2005                                                                | Celje                                                                   | Slovenia                                                                | 2 – 3                                                                   | Norvegia                                                                | Qual. Mondiali 2006                                                     | 1                                                                       |                                                                         |
| 7-9-2005                                                                | Chișinău                                                                | Moldavia                                                                | 1 – 2                                                                   | Slovenia                                                                | Qual. Mondiali 2006                                                     | -                                                                       | 46’                                                                     |
| 8-10-2005                                                               | Palermo                                                                 | Italia                                                                  | 1 – 0                                                                   | Slovenia                                                                | Qual. Mondiali 2006                                                     | -                                                                       | 46’                                                                     |
| 12-10-2005                                                              | Celje                                                                   | Slovenia                                                                | 0 – 3                                                                   | Scozia                                                                  | Qual. Mondiali 2006                                                     | -                                                                       |                                                                         |
| Totale                                                                  |                                                                         | Presenze                                                                | 33                                                                      |                                                                         | Reti                                                                    | 6                                                                       |                                                                         |

## Palmarès

### Club

#### Competizioni nazionali
- Campionato israeliano: 1

Hapoel Tel Aviv: 1999-2000
- Coppa di Israele: 2

Hapoel Tel Aviv: 1998-1999, 1999-2000
- Campionato sloveno: 3

Olimpia Lubiana: 1993-1994, 1994-1995
NK Domžale: 2006-2007
- Coppa di Slovenia: 2

Olimpia Lubiana: 2000
Celje: 2004-2005
- Supercoppa di Slovenia: 1

Olimpia Lubiana: 1995
- Druga slovenska nogometna liga: 1

Olimpia Lubiana: 2008-2009